# Trinity Church, Sutton
A Trinity Church (em pt: Igreja da Trinidade), em Sutton, é uma igreja reformada e metodista unida tombada como Grau II, localizada no centro de Sutton, Londres. Foi construída em 1907 em estilo gótico, com pedra de Kent e revestimentos em pedra de Bath. Foi projetada pelos arquitetos Gordon e Gunton.

## Localização

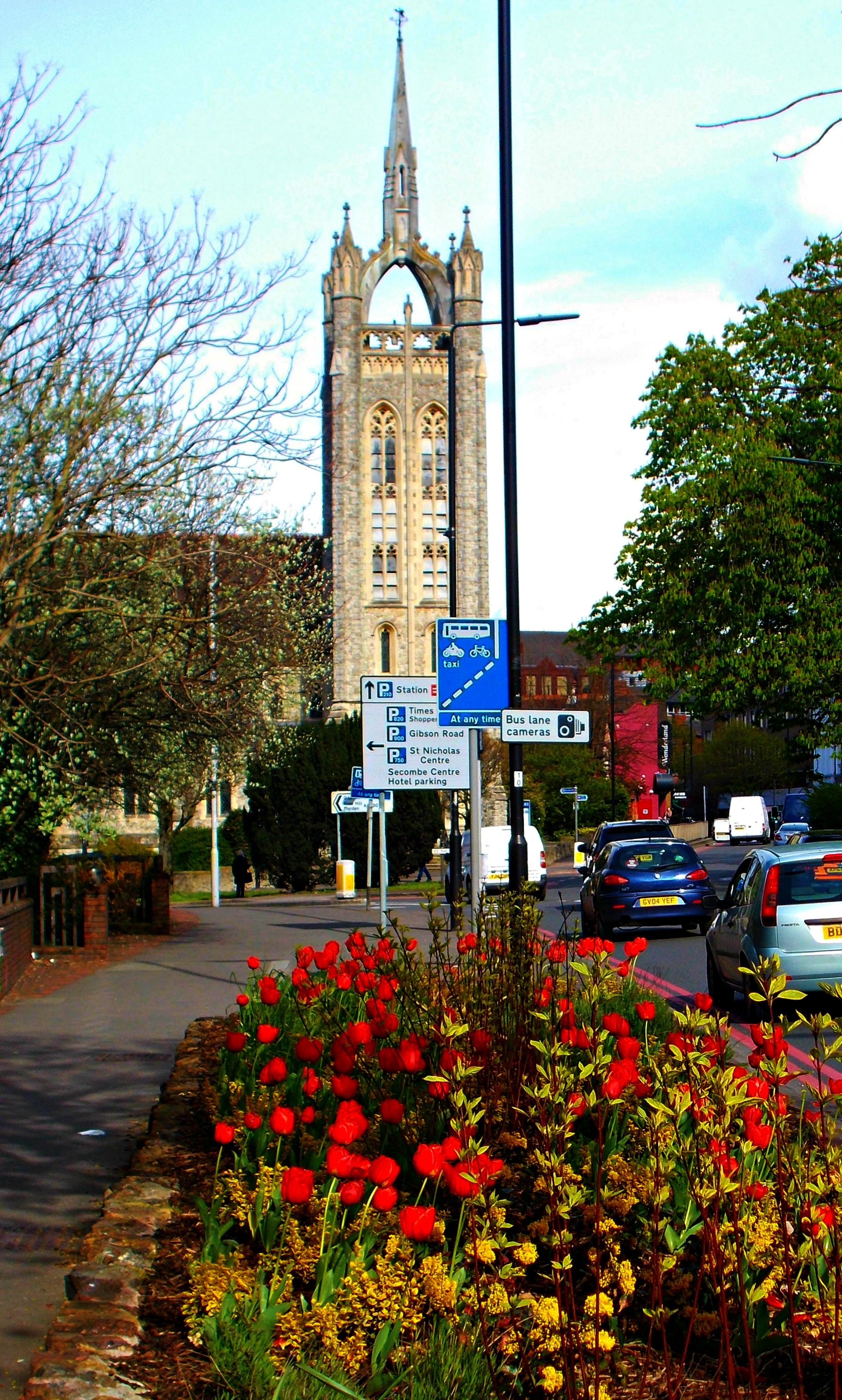
Igreja da Trindade na primavera vista da Cheam Road, olhando para o leste

A Trinity Church está localizada na Estrada Cheam, em Sutton. A sua dimensão e localização fazem dela um marco na cidade.

## História
A igreja foi inaugurada oficialmente em 2 de outubro de 1907 como Igreja Wesleyana da Trindade, substituindo um antigo prédio próximo. Após a União Metodista de 1932, foi renomeada para Igreja Metodista da Trindade. Em 1972, as Igrejas Congregacional e Presbiteriana se uniram, e as congregações Congregacional e Metodista em Sutton também se uniram, com a Trindade se tornando uma igreja unida Reformada e Metodista.

## Características arquitetônicas

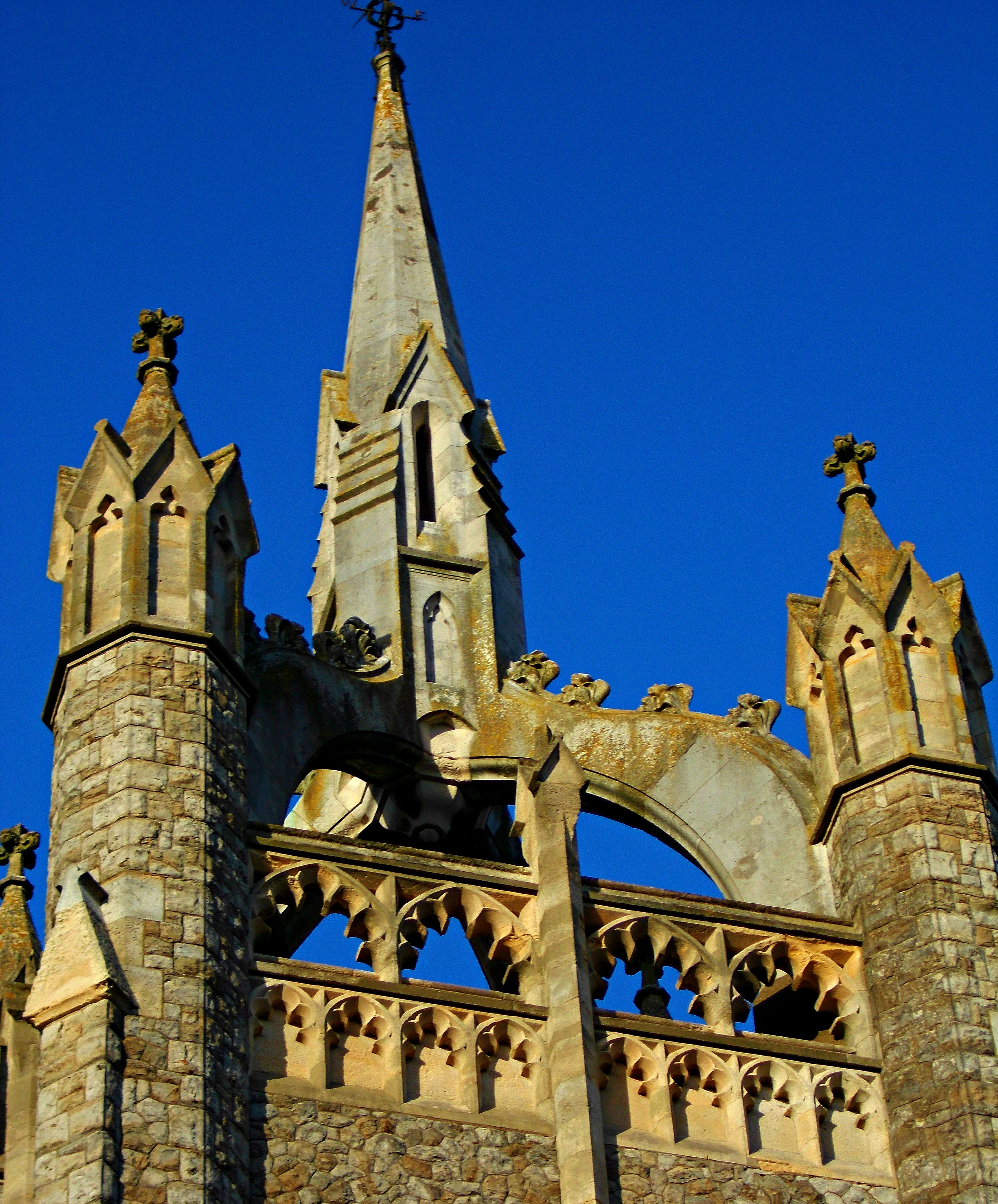
A coroa e a torre da lanterna

A igreja é composta por um complexo de edifícios. Sua característica mais marcante é sua torre muito incomum em forma de "coroa e lanterna", um projeto compartilhado com duas catedrais — a Catedral de St Giles em Edimburgo e a Catedral de Newcastle.
O prédio, que foi recentemente classificado como Grau II, possui um estilo gótico e foi concebido pelos arquitetos Gordon e Gunton. O revestimento externo é composto por pedra de Kentish com detalhes em pedra de Bath. Os telhados são de telhas simples. Há um salão na extremidade norte, em um eixo leste-oeste, ligado à igreja na extremidade sul, em um eixo norte-sul. A igreja é composta por uma nave, uma abside poligonal na extremidade norte, transeptos, corredores laterais e uma torre sudoeste. As janelas da nave incluem janelas de uma só luz, de cúpula cúspide e quadrifólios, e janelas laterais de duas luzes, além de uma janela do transepto com três luzes de largura e três luzes de profundidade. Projetando-se a partir da extremidade noroeste da nave há uma ala com um teto semi-octogonal e pontiagudo. Cada faceta da extremidade oeste é ladeada por um contraforte e em cada faceta há duas fileiras de janelas, cada janela com duas luzes. As janelas da abside da igreja principal são mais altas, também de duas luzes.
A torre sudoeste da igreja é a característica arquitetônica mais marcante do edifício e o torna um marco - é uma torre alta e quadrada com uma abertura perfurada de duas luzes no lado da terra, um parapeito perfurado, contrafortes de ângulo com pináculos e uma torre curta sustentada por contrafortes esculpidos com um ornamento de flor de bola. Um lance de escadas leva à entrada na base da torre. O salão da igreja em sua extremidade oeste é de um andar; sua estrutura é poligonal contra uma parede de empena oeste. Cada vão das fachadas norte e sul da parte oeste é ladeada por contrafortes; janelas de quatro luzes são colocadas dentro de um arco pontiagudo com revelações amassadas. Há cordas e parapeito e um campanário na cumeeira. Na extremidade leste, há uma ala de dois andares com um vão projetado com torre e empenas de cada lado na extremidade oeste; a leste disso, há dois vãos com janelas de três luzes no térreo e uma janela de oito luzes acima.